# Psikopat
Psicopat es una revista francesa de cómic,  creada por Paul Carali.

## Le Petit Psikopat Illustré
El primer número de Psikopat aparece en mayo de 1982. Por aquel entonces se trataba de un fanzine de unas cuantas páginas en formato A5, en blanco y negro. Los siete u ocho números de esta serie son relativamente difíciles de encontrar, especialmente el primero de ellos.
Por lo que hace a su estilo esta publicación estaba muy marcada por autores procedentes de la editorial "Square" como Charlie Hebdo y Hara-Kiri como Paul Carali, obviamente, pero también Gébé, Willem, Kamagurka, Édika (cuyo verdadero nombre es Edouard Karali, hermano de Paul) y Gudule (compañera de P. Carali entonces, quien se convirtió en una exitosa escritora de literatura fantástica para jóvenes bajo el nombre de Anne Gudule).
A lo largo de su existencia, se añadieron al equipo de Psikopat otros autores cercanos a Fluide Glacial: Daniel Goossens, Christian Binet, Hugot, y más tarde Georges Wolinski, Schilingo, Léandri, Pichon, Gourio...

## Le Petit Psikopat
Al cabo de varios años de publicación irregular, el "Petit Psikopat Illustré" se convierte en "Le Petit Psikopat" con tapa en color, el mismo formato A5 y de venta en los quioscos.
El profesor Choron y Wolinski toman por aquel entonces una gran importancia en la vida editorial de la revista.

## Le Psikopat
En 1989, la editorial "Calva" se convierte en "Zébu" y la revista cambia de nuevo su nombre, se convierte en "Le Psikopat". El formato también varía y pasa a ser en A4. La publicación presenta además nuevos autores debutantes como Jean-Christophe Menu, Lewis Trondheim, Patrice Killoffer, Matt Konture, así como a otros autores extranjeros ya confirmados como Robert Crumb, Gilbert Shelton y Hunt Emerson.